# Ōkubi

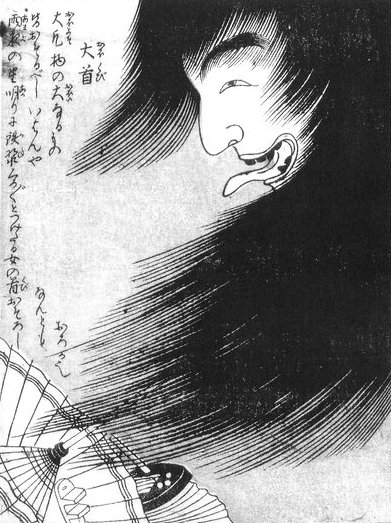
Lōkubi illustrato da Toriyama Sekien nel Konjaku Gazu Zoku Hyakki

Nel folclore giapponese, Ōkubi (大首?, testa gigante) è uno yōkai giapponese. Si presenta come una gigantesca testa di un uomo o, più frequentemente, di una donna con i caratteristici denti dipinti di nero di una donna sposata.

## Storia
Esiste un dipinto di uno yōkai con questo nome nella collezione di dipinti yōkai del periodo Edo (1603-1868) di Toriyama Sekien, Konjaku gazu zoku hyakki, che, secondo il commento, raffigura una gigantesca testa femminile con denti neri che appare nel cielo notturno piovoso, anche se viene precisato che non si tratta di uno yōkai del folklore, ma in realtà fu creato per fare satira sui monaci che infrangevano i loro precetti.

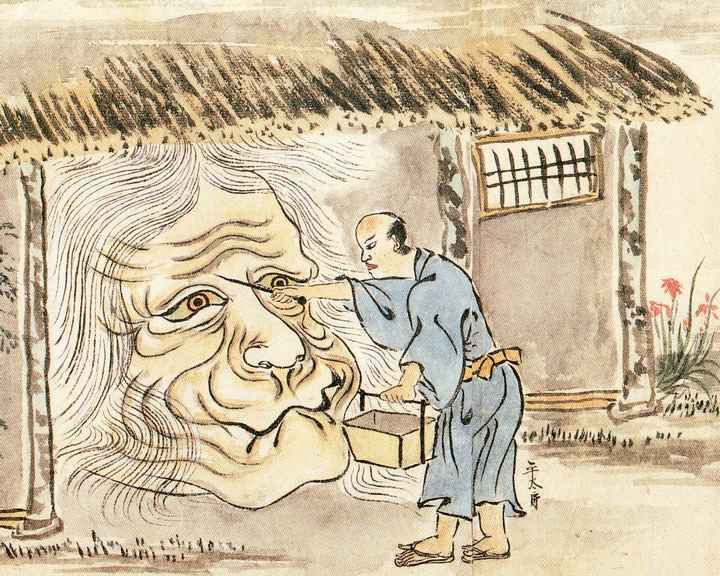
In questa immagine l'ōkubi è chiamato Mistero dalla Grande Testa

Nel rotolo illustrato Inou mononokeroku (Mita Media Centre, Keio University, collezione del Museo di Storia e Folklore della Prefettura di Hiroshima), raffigura una storia di yōkai della metà del periodo Edo. Quando un giorno il protagonista, aprì il suo ripostiglio, vide un enorme volto di donna anziana e lo chiamò yōkai Ōkubi (il mostro con la testa gigante). Il protagonista punzecchiò il volto gigante con le pinze, ma questo non si mosse minimamente e quando lo toccò con le mani lo sentì appiccicoso.

## Storie simili

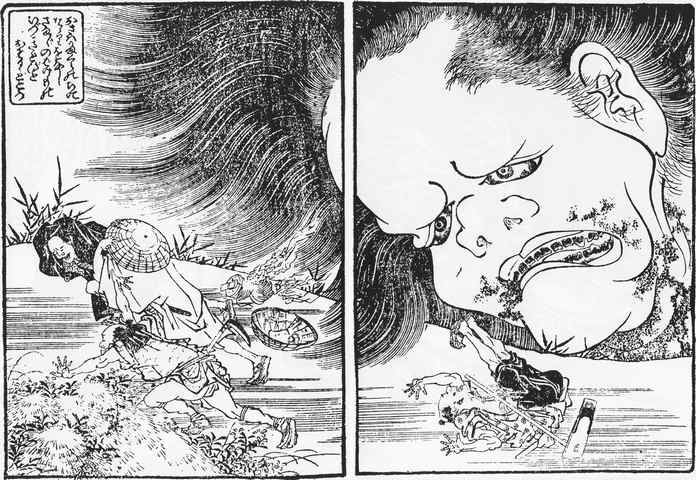
Ōkubi di uno spirito rancoroso nella storia di fantasmi moderna Kinsei Kaidan Shimoyoboshi disegnato da Katsushika Hokusai

In vecchi libri di storie di fantasmi e saggi del periodo Edo (1603-1868), ci sono numerosi casi di apparizione di una gigantesca testa, per lo più di sesso femminile, caratterizzata dal fatto di avere i denti neri come segno di una donna sposata. Si dice che la loro vera identità sia quella di spiriti umani vendicativi o ossessivi che si sono trasformati in fantasmi, oppure che siano volpi o procioni trasformati.
In una raccolta di storie di fantasmi di Iwakuni, nella prefettura di Yamaguchi, intitolata "Iwamura Kaidanroku" (岩邑怪談録?, Storie di fantasmi di Iwakuni), si dice che una donna abbia incontrato una testa gigante di donna alta circa 3 metri sul monte Mijōyama, e che le stesse sorridendo. Nel Sanshu Kidan, una raccolta di storie strane del poeta haiku del periodo Edo Hori Bakusui, si racconta che quando la luna iniziò ad apparire in una notte dopo la pioggia a Kanazawa, una grande testa, di circa sei-sette shaku (1,8-2 metri), apparve con un tuono, in cima a un recinto. Si dice anche che questa grande testa soffiò su una persona e che la zona toccata dal respiro sia diventata gialla e gonfia, facendola ammalare, e che sia stata curata da un medico che le ha prescritto acqua calda medicinale.
Nel libro dell'epoca Bunka "Kindei Kaidan Shimoyasei" (Storie di fantasmi dell'inizio dell'era moderna), che si dice sia l'antenato della Storia di fantasmi di Yotsuya, il fantasma di una donna che si era tolta la vita dopo essere stata ingannata in un complotto, apparso a Kamakura, è raffigurato come una gigantesca testa di donna.
Si dice che lo spettro di una testa gigante di donna, chiamato Tsura on'na (donna mascherata), sia apparso anche nel periodo Heian (794-1185), andando più indietro del periodo Edo. Secondo il libro di Koikawa Harumachi, Yōkai shiuchi hyōban-ki, questa donna mascherata apparve anche nella notte in cui Taira no Kiyomori trasferì la capitale a Fukuhara-kyō.

## Era moderna
C'è un racconto intitolato Ōkubi nella raccolta di racconti Hyakkiyakou-yō (百鬼夜行-陽?) di Natsuhiko Kyogoku. Alla fine della storia, il protagonista, che si rimprovera per il suo brutto desiderio sessuale, vede un ōkubi nell'obitorio. L'Ōkubi rideva fragorosamente dell'aspetto del cadavere femminile nell'obitorio, poi si trasformava nei volti delle donne che avevano fatto sesso con il protagonista, e infine si trasformava in una combinazione di molti genitali femminili.
L'immagine di Okubi è apparsa anche nei manga e negli anime giapponesi, ed è apparsa come mostro cattivo nell'opera Gegege no Kitaro di Shigeru Mizuki. Nel manga, Ōkubi si è formato mangiando anime umane in scatola, con conseguente degenerazione degli arti e ingrandimento della testa. Nel manga, Ōkubi ha un occhio sinistro infossato, molto spaventoso, e può manipolare le ossa con la telecinesi e manipolare l'aria per creare vuoti e tempeste.